# Kościół św. Pawła Apostoła w Gdyni
Kościół świętego Pawła Apostoła w Gdyni – rzymskokatolicki kościół parafialny znajdujący się na gdyńskim Pogórzu (Pogórze Górne). Parafia należy do dekanatu Gdynia-Oksywie archidiecezji gdańskiej.
Świątynia została wzniesiona w latach 1987–1992. Wybudowana została na planie krzyża greckiego, ponieważ jej projektant przyjął koncepcję jej bryły nawiązującą do statku w budowie. Ołtarz w kościele umieszczony jest na południowym wschodzie.
Świątynia została konsekrowana w 1992 roku. Swoim kształtem nawiązuje do kadłuba statku. Wybudowana została dla licznych mieszkańców, będących pracownikami Stoczni Gdynia.
Kościół został zaprojektowany przez architekta Jerzego Fokta. Inwestorem jej budowy była kuria biskupia w Pelplinie.
Kościół razem z plebanią znajdują się w gminnej ewidencji zabytków miasta Gdyni.
Budowniczym kościoła oraz pierwszym proboszczem parafii był ksiądz kanonik Zbigniew Walczak, zmarły w 2020 roku.
Częścią świątyni jest niewysoka wieża, w której znajduje się dzwon odlany w 1997 roku w odlewni Jana Felczyńskiego w Przemyślu. Dzwon nazywa się Królowa Wyznawców i został odlany z brązu. wymiary dzwonu są następujące: średnica: 116 cm, wysokość (z koroną): 112 cm, wysokość korony: 19 cmm, waga: ok. 950 kg. Korona dzwonu jest sześcioramienna (w formie kabłąków zdobionych w postaci aniołów). Na koronie widnieje napis: FECIT ME IOANNES FELCZYŃSKI CAMPANARUM FUSOR IN PREMISLIA A. D. 1808 – 1997. Płaszcz dzwonu jest ozdobiony szerokimi dekoracjami (podzielonymi na 6 jednakowych kompozycji roślinnych) Na płaszczu znajduje się wizerunek Matki Boskiej Różańcowej, natomiast z lewej i z prawej liście. Pod nią jest umieszczony napis: IMIĘ MOJE KRÓLOWA WYZNAWCÓW. Z drugiej strony płaszcza znajdują się napisy: NA PAMIĄTKE PIĄTEJ PIELGRZYMKI JANA PAWŁA II DO POLSKI W 1000 LECIE CHRZTU GDAŃSKA DZWON TEN UFUNDOWALI WIERNI PARAFII ŚW. PAWŁA APOSTOŁA Z GDYNI – POGÓRZA. A.D. 1997. W dolnej części płaszcza są umieszczone 2 karby oraz ornament roślinny.